# 薩穆伊爾市鎮
43°32′N 26°44′E / 43.533°N 26.733°E

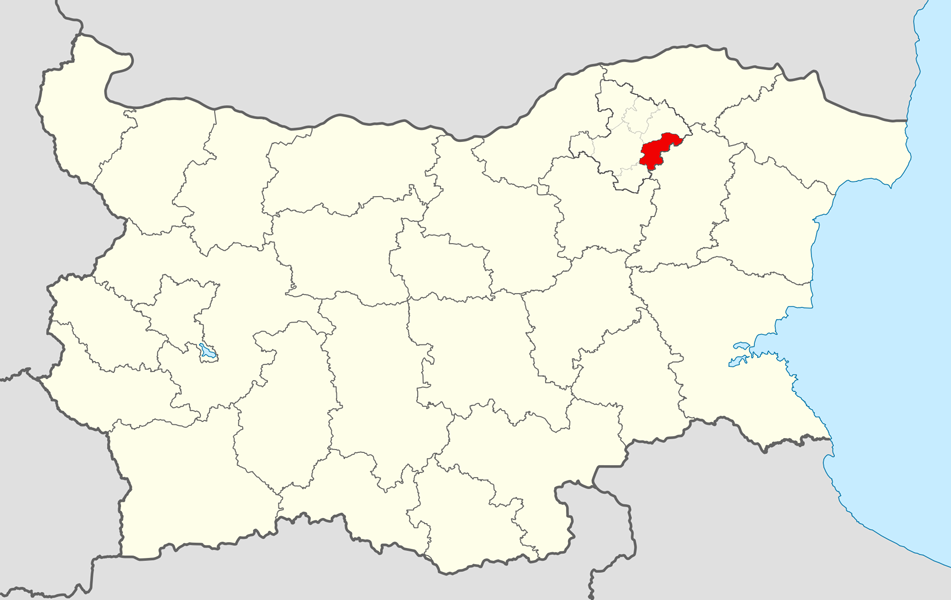

薩穆伊爾市，是保加利亞的城鎮，位於該國東北部，由拉兹格勒州負責管轄，首府設於薩穆伊爾，面積250平方公里，2009年人口7,522，人口密度每平方公里30.09人。